# Lijst van nummer 1-hits in Noorwegen in 2007
Deze hits stonden in 2007 op nummer 1 in de VG-lista, de bekendste hitlijst in Noorwegen.
| Week | Artiest                                                 | Titel                            |
| ---- | ------------------------------------------------------- | -------------------------------- |
| 1    | Bjørn Eidsvåg                                           | Floden                           |
| 2    | Kurt Nilsen, Espen Lind, Askil Holm & Alejandro Fuentes | Hallelujah                       |
| 3    | Akon & Eminem                                           | Smack That                       |
| 4    | Akon & Eminem                                           | Smack That                       |
| 5    | William Hut                                             | Take It Easy                     |
| 6    | Amy Winehouse                                           | Rehab                            |
| 7    | Amy Winehouse                                           | Rehab                            |
| 8    | Amy Winehouse                                           | Rehab                            |
| 9    | Amy Winehouse                                           | Rehab                            |
| 10   | Amy Winehouse                                           | Rehab                            |
| 11   | Nelly Furtado                                           | All Good Things (Come to an End) |
| 12   | Mika                                                    | Grace Kelly                      |
| 13   | Grandiosa                                               | Full pakke                       |
| 14   | Grandiosa                                               | Full pakke                       |
| 15   | Mika                                                    | Grace Kelly                      |
| 16   | Mika                                                    | Grace Kelly                      |
| 17   | Mika                                                    | Grace Kelly                      |
| 18   | Mika                                                    | Grace Kelly                      |
| 19   | Mika                                                    | Grace Kelly                      |
| 20   | Mika                                                    | Grace Kelly                      |
| 21   | Mika                                                    | Grace Kelly                      |
| 22   | Mika                                                    | Grace Kelly                      |
| 23   | Rihanna & Jay Z                                         | Umbrella                         |
| 24   | Rihanna & Jay Z                                         | Umbrella                         |
| 25   | Rihanna & Jay Z                                         | Umbrella                         |
| 26   | Rihanna & Jay Z                                         | Umbrella                         |
| 27   | Kurt Nilsen                                             | Push Push                        |
| 28   | Kurt Nilsen                                             | Push Push                        |
| 29   | Rihanna & Jay Z                                         | Umbrella                         |
| 30   | Rihanna & Jay Z                                         | Umbrella                         |
| 31   | Rihanna & Jay Z                                         | Umbrella                         |
| 32   | Sichelle                                                | Fuck deg                         |
| 33   | Sichelle                                                | Fuck deg                         |
| 34   | Sichelle                                                | Fuck deg                         |
| 35   | Timbaland & Keri Hilson                                 | The Way I Are                    |
| 36   | Timbaland & Keri Hilson                                 | The Way I Are                    |
| 37   | Fergie                                                  | Big Girls Don't Cry              |
| 38   | Fergie                                                  | Big Girls Don't Cry              |
| 39   | Fergie                                                  | Big Girls Don't Cry              |
| 40   | Alejandro Fuentes                                       | Hell If I                        |
| 41   | Alejandro Fuentes                                       | Hell If I                        |
| 42   | Alejandro Fuentes                                       | Hell If I                        |
| 43   | Alejandro Fuentes                                       | Hell If I                        |
| 44   | Alejandro Fuentes                                       | Hell If I                        |
| 45   | Madcon                                                  | Beggin                           |
| 46   | Madcon                                                  | Beggin                           |
| 47   | Madcon                                                  | Beggin                           |
| 48   | Madcon                                                  | Beggin                           |
| 49   | Madcon                                                  | Beggin                           |
| 50   | Madcon                                                  | Beggin                           |
| 51   | Madcon                                                  | Beggin                           |
| 52   | Glenn Lyse                                              | Days Go By                       |